# 4Q396

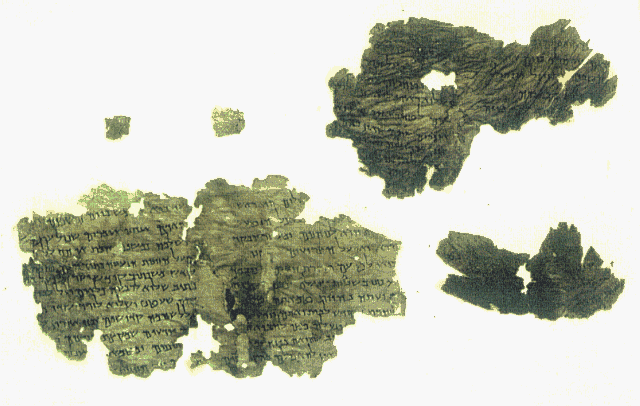
Zwój 4Q396

4Q396 (oznaczany również 4QMMTc) – rękopis spisany na pergaminie, pochodzący z końca pierwszego wieku p.n.e. lub początku pierwszego wieku n.e.  Dokument ten został napisany  najwyraźniej w formie listu, ma wyjątkowy język, styl oraz treść. Zachowały się trzy fragmenty manuskryptu 4Q396. Fragment A ma wymiary 8 na 12,9 cm, fragment B 4,3 na 7 cm a fragment C 9,1 na 17,4 cm. Zwój ten należy do rękopisów znad Morza Martwego.
Analiza językowa i teologiczna wskazuje, że oryginalny tekst, którego kopią jest 4Q396 jest wskazywany jako jedno z pierwszych oryginalnych dzieł wspólnoty z Kumran. Rękopis ten jest pismem polemicznym. Pełny dokument jest powszechnie oznaczany jako 4QMMT, co oznacza, że jest to dokument o hebrajskiej nazwie Miqsat Ma’ase ha-Torah pochodzący z groty 4 z Kumran. Zachowało się sześć niekompletnych rękopisów pierwotnego dokumentu. Łącznie te rękopisy zawierają około 130 linii tekstu, co prawdopodobnie stanowi około dwóch trzecich pierwotnego oryginału, przy czym całkowicie nie zachowała się początkowa jego treść.
Pierwotny dokument składał się prawdopodobnie z czterech części:
1. formuła początkowa (tekst nieznany),
2. kalendarz na 364 dni,
3. wykaz ponad dwudziestu orzeczeń w prawie religijnym („Halakhot”), z których większość jest charakterystyczna dla wspólnoty,
4. epilog opisujący rozdział sekty od reszty społeczeństwa, którego celem jest przekonanie adresata dokumentu do przyjęcia poglądów sekty.

Trzon listu tworzą przepisy religijne zwane „Halakhot”, pozostała część tekstu stanowi jedynie ramy. Kalendarz, choć znajduje się w osobnej sekcji prawdopodobnie również był powiązany z zakresem opisanym przez „Halakhah”. Przepisy „Halakhot” dotyczą głównie świątyni oraz odprawianych w niej rytuałów religijnych. Autor dokumentu 4QMMT stwierdza, że brak porozumienia w tych sprawach spowodował oderwanie się sekty od Izraela.
Rękopis 4Q396 jest wraz z innymi kopiami 4QMMT przechowywany w Muzeum Rockefellera w Jerozolimie.